# Nadja Zimmermann
Nadja Zimmermann (* 1976 in Baden) ist eine Schweizer Fernsehmoderatorin.

## Leben
Nadja Zimmermann wuchs als Tochter einer Italienerin und eines Schweizers im Kanton Aargau auf und machte eine kaufmännische Lehre. Danach arbeitete sie als Anwaltssekretärin und dann als Eventmanagerin beim Musical Space Dream. Sie war Moderatorin, Redaktorin und Produzentin bei Radio Top und bei VIVA sowie Produzentin bei der Koch-Werbesendung Telescoop.
Seit dem Start der Sendung im März 2005 moderierte sie auf SF 1 die People-Sendung glanz & gloria. Im Juni 2007 wurde sie Mutter; danach moderierte sie bis Mai 2010 die Sendung jeden Monat noch ein bis zwei Wochen. 2009 und 2010 war sie Produzentin der TV-Sendungen im Rahmen der Spendenaktion «Jeder Rappen zählt».
Nadja Zimmermann hat zwei Töchter und lebt mit ihrem Mann in Zürich.